# Wäschbach (Salzbach)
Der Wäschbach ist ein rund 13,9 km langer linker Zufluss des Salzbachs in den östlichen Stadtteilen Wiesbadens. Der Oberlauf des Wäschbachs trägt den Abschnittsnamen Lindenbach.

## Geographie

### Verlauf
Der Wäschbach entspringt als Lindenbach am Südwesthang des Steinkopfs am Nordende der Gemarkung Heßloch. Sein Tal bildet etwa die Heßlocher Gemarkungsgrenze im Norden, Westen und Süden. Jenseits der Grenze, in der Gemarkung Bierstadt, wurde der Lindenthaler Hof nach seiner Lage nahe dem Bach benannt.
Nach knapp drei Kilometer Lauf mündet in den Lindenbach von links und Nordosten der Wäschbach in der überkommenen und auf amtlichen topographischen Karten verwendeten Namengebung ein. Auch dieser Bachlauf bildet einen Teil der Gemarkungsgrenze von Heßloch, und zwar im Südosten. Der Wäschbach beschreibt sodann einen etwa fünf Kilometer langen Rechtsbogen in weitem Abstand um Bierstadt herum und wendet seine Fließrichtung dabei von Südosten nach Südwesten. Sein Weg in diesem Abschnitt führt ihn zunächst durch den Ortskern von Kloppenheim und begrenzt sodann die Ortslage von Igstadt. Igstadt liegt auf der als Prallhang relativ steil ansteigenden Ostseite des Wäschbachtals. Am Ende des langen Rechtsbogens fließt dem Wäschbach als einziger weiterer nennenswerter Zufluss der Quirnbach von rechts und Norden aus der Ortslage von Bierstadt zu.
Danach nimmt der Wäschbach seinen Lauf nach Süden, fließt durch die Ortsmitte von Erbenheim und wendet sich dann in einem engen Bogen nach Westen, im Süden ganz eng eskortiert von der Bundesautobahn 66 und Norden von der Ländchesbahn, die hier von der Bahnstrecke Breckenheim–Wiesbaden aufgenommen wird und die ihrerseits als Zubringer zur Schnellfahrstrecke Köln–Rhein/Main dient. Alle diese Verkehrsachsen nutzen das Wäschbachtal, um sich dem in einem Talkessel liegenden Niveau der Wiesbadener Innenstadt anzunähern. Südlich des Tals befindet sich der Dyckerhoffbruch, ein als Deponie genutzter ehemaliger Kalksteinbruch. Nachdem schlussendlich der Bachlauf an der Anschlussstelle Wiesbaden-Mainzer Straße die Bundesautobahn 671 und die Zufahrtsgleise zum Wiesbadener Hauptbahnhof untertunnelt hat, mündet er gegenüber dem Wiesbadener Hauptklärwerk in den Salzbach.

### Zuflüsse
- Wäschbach [GKZ 2512812] (links), 1,8 km
- Quiernbach (rechts), 1,9 km, 5,53 km²

## Natur und Umwelt
Als besondere Arten kommen am Wäschbach die Gebänderte Prachtlibelle und der Steinkrebs vor.

## Namensgeber
Der Wäschbach ist Namensgeber für den Erbenheimer Verein: „Die Wäschbachstelzen“ Erbenheimer Kerbegesellschaft 1960.